# Sam Lawry
Sam Lawry est un personnage de bande dessinée créé par Hervé Richez et Mig.
Sam Lawry est également le titre de la série en bande dessinée publiée dans la collection « Grand Angle » de Bamboo Édition. Elle est scénarisée par Hervé Richez et dessiné par Mig pour le 1er cycle, puis Chetville sur les cycles 2 et 3.

## Publications
- Sam Lawry, Bamboo, coll. « Grand Angle » (1-4) puis « Focus » (5-6) :

1. Celui qui voit, 2002  (ISBN 2-912715-49-0)[1].
2. L'Œil de Caïn, 2004  (ISBN 2-912715-93-8).
3. Il était onze heures et quart, Sam, 2005  (ISBN 2-915309-98-1)[2].
4. ...et tu pris le nom de Caïn, 2006  (ISBN 2-350-78100-3).
5. Vyshaya mera, Marina..., 2008  (ISBN 978-2-350-78273-7)[3].
6. Center Lane, 2011  (ISBN 978-2-8189-0048-2).